# Marine One

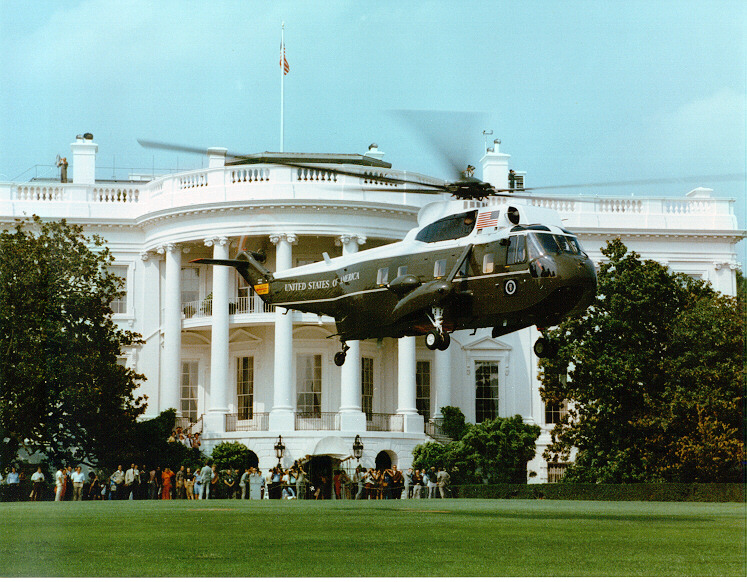
Un H-3 Sea King Marine One quittant la pelouse Sud de la Maison-Blanche au début des années 2000.

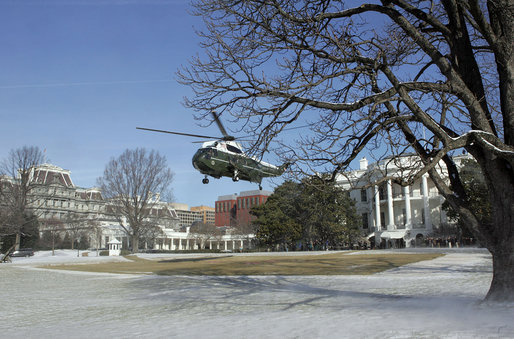
Marine One quittant la pelouse Sud en mars 2007 pour la base aérienne d'Andrews. Au second plan, le Bureau ovale.

Marine One est l'indicatif d'appel pour tout aéronef du Corps des Marines qui transporte le président des États-Unis. Il s'agit habituellement d'un hélicoptère exploité par le Marine Helicopter Squadron One (HMX-1), l'escadron des Marines chargé du transport du président, du vice-président, des secrétaires à la Défense et à la Marine, des membres du cabinet présidentiel ou des personnalités étrangères. L'hélicoptère est soit un grand Sikorsky S-61 ou un plus récent et plus petit Sikorsky S-70. Même si Marine One se réfère au seul aéronef du Corps des Marines à bord duquel se trouve le président des États-Unis, ce terme est désormais communément employé pour désigner les hélicoptères de la flotte présidentielle exploités par le HMX-1.
L'aéronef transportant le vice-président des États-Unis est désigné par l'indicatif Marine Two.

## Histoire

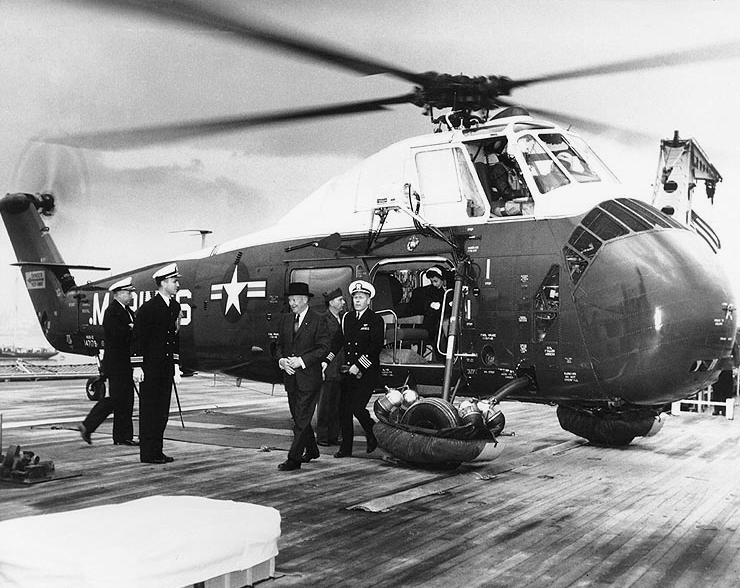
Le président Dwight D. Eisenhower arrivant le 15 décembre 1959 à bord du croiseur USS Des Moines (CA-134) dans le port du Pirée depuis un Sikorsky HUS-1 Seahorse de l'United States Marine Corps.

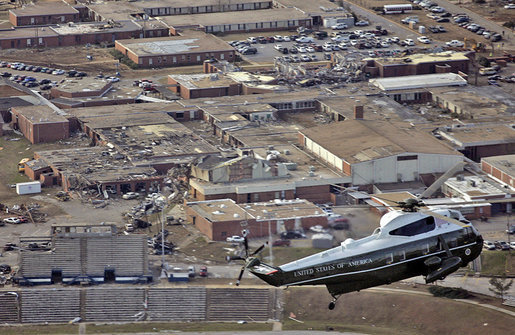
Le président George W. Bush survolant depuis Marine One les dommages causés à Enterprise (Alabama) par les tornades de février et mars 2007.

La première utilisation d'un hélicoptère pour un transport présidentiel date de 1957, quand Dwight D. Eisenhower voyagea à bord d'un H-13 Sioux. Le président cherchait alors un moyen rapide pour aller et repartir de sa résidence d'été sur l'île Aquidneck dans l'État du Rhode Island. Il devait alors pour revenir à la Maison-Blanche, prendre le ferry pendant une heure puis Air Force One pour un vol de 45 min jusqu'à la base aérienne d'Andrews pour enfin rejoindre la Maison-Blanche en trente minutes par convoi automobile. Eisenhower demanda donc à son équipe un mode de transport alternatif. Un UH34 Sioux des Marines fut donc stationné à la base aéronavale de Quonset Point, non loin d'Aquidnek Island. Il put amener le président à Air Force One en moins de sept minutes. Ce premier aéronef manquait de confort et sans comparaison avec ses modernes successeurs équipés eux d'air climatisé et de toilettes. Peu de temps après, le conseiller naval du président demanda au HMX-1 d'évaluer un atterrissage sur la pelouse sud de la Maison-Blanche. Les essais furent concluants, l'espace de manœuvre largement suffisant et un protocole fut établi, traçant l'utilisation future de Marine One.
En 1958, le H-13 fut remplacé par le H-34, et en 1973 par le Sea King VH-3A.
Jusqu'en 1976, le Corps des Marines partageait la responsabilité du transport en hélicoptère du président avec l'US Army. Les hélicoptères de l'armée utilisaient alors le code Army One quand le président était à bord.
À partir de 1989, les VH-53D furent remplacés par des VH-60N.
Leur livrée n'a pas changé, restant dans une couleur vert foncé avec le haut du fuselage blanc. L'inscription « United States of America » court sur la partie arrière. Des deux côtés du fuselage figurent le drapeau américain et le sceau du président des États-Unis.

## Opérations actuelles

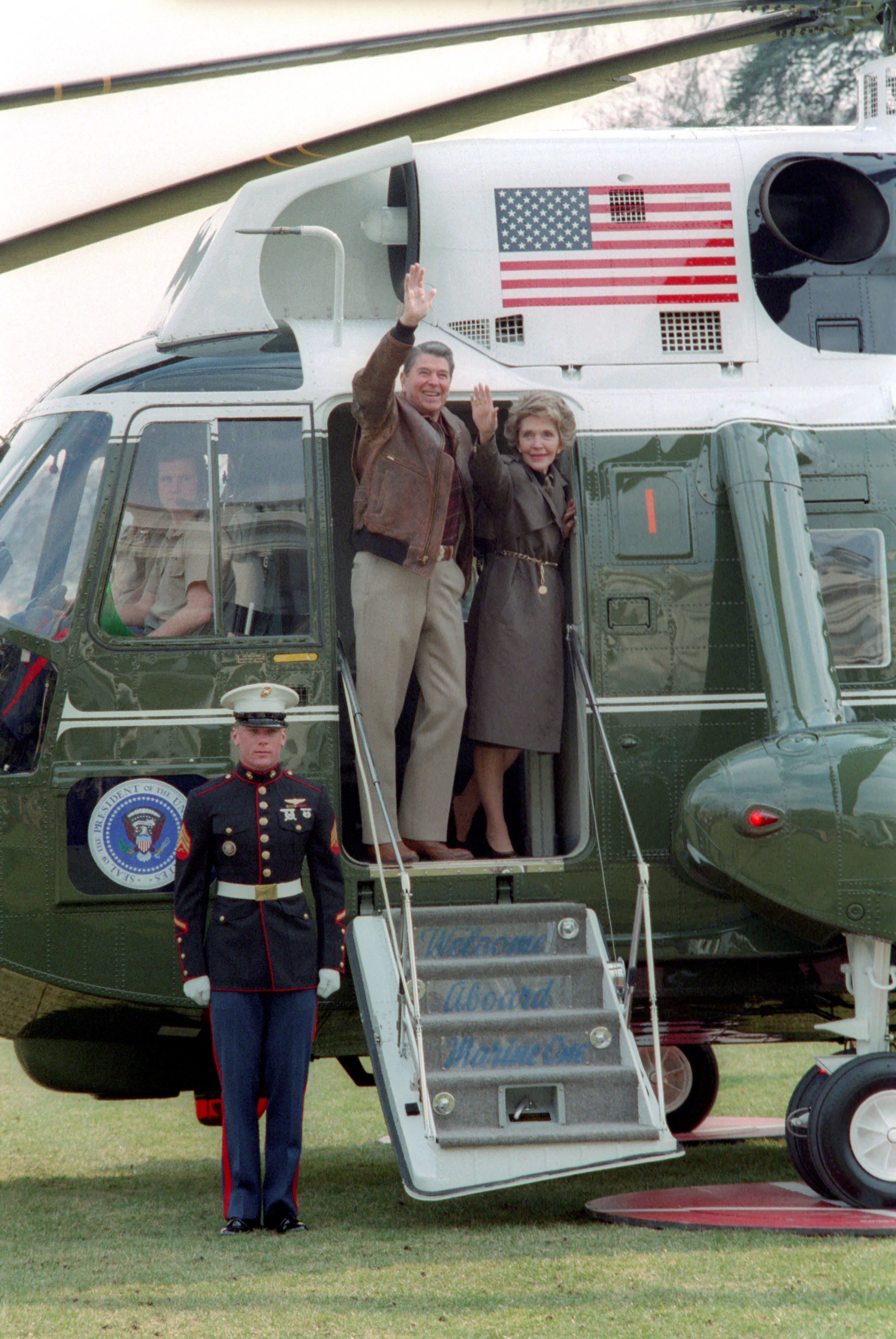
Le président Ronald Reagan et la First Lady Nancy Reagan à bord de Marine One en 1987.

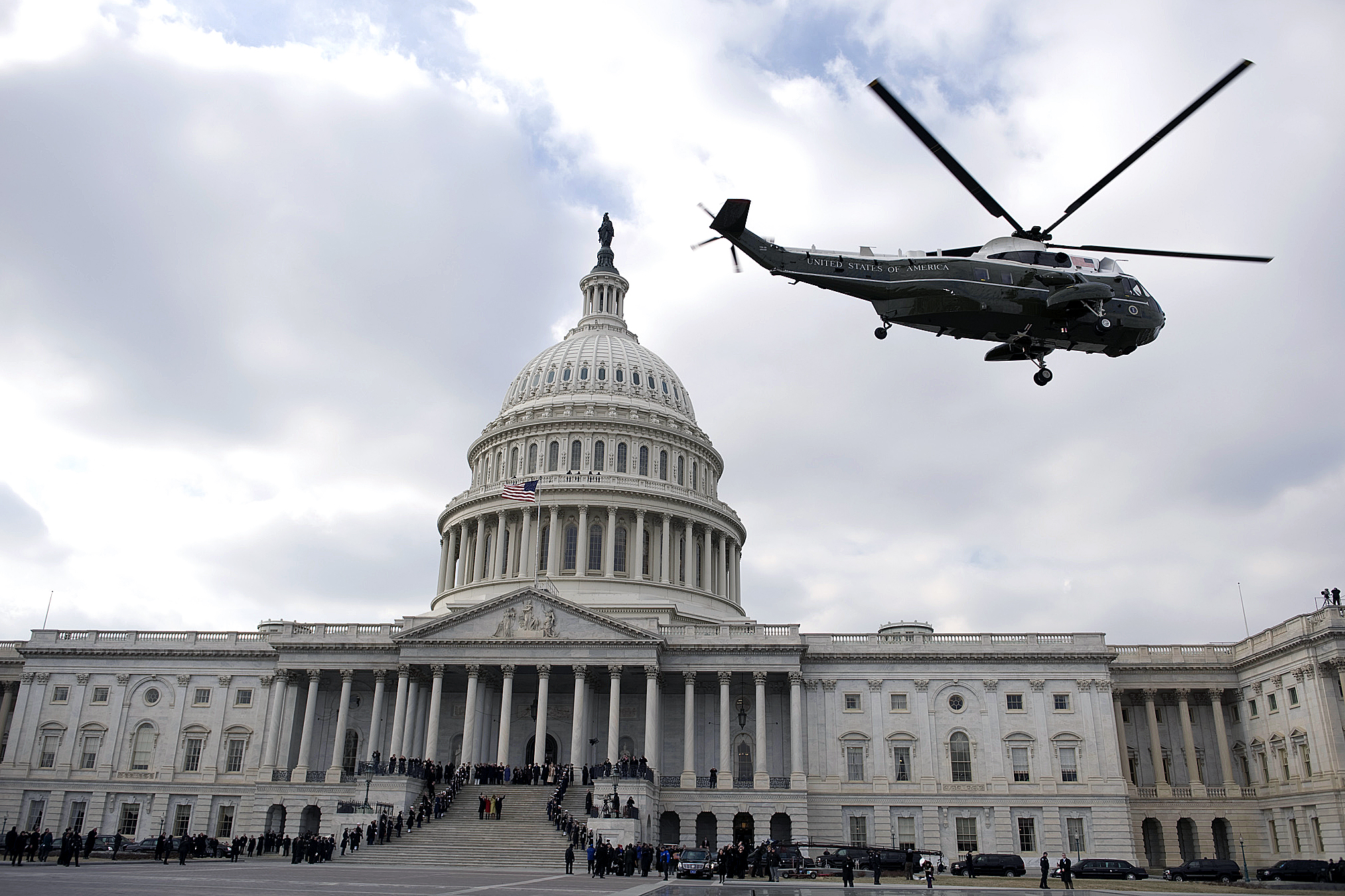
George W. Bush quittant le Capitole après l'investiture de Barack Obama le 20 janvier 2009. N'étant plus président depuis quelques minutes, l'hélicoptère VH-3 Sea King porte curieusement le code dExecutive One.

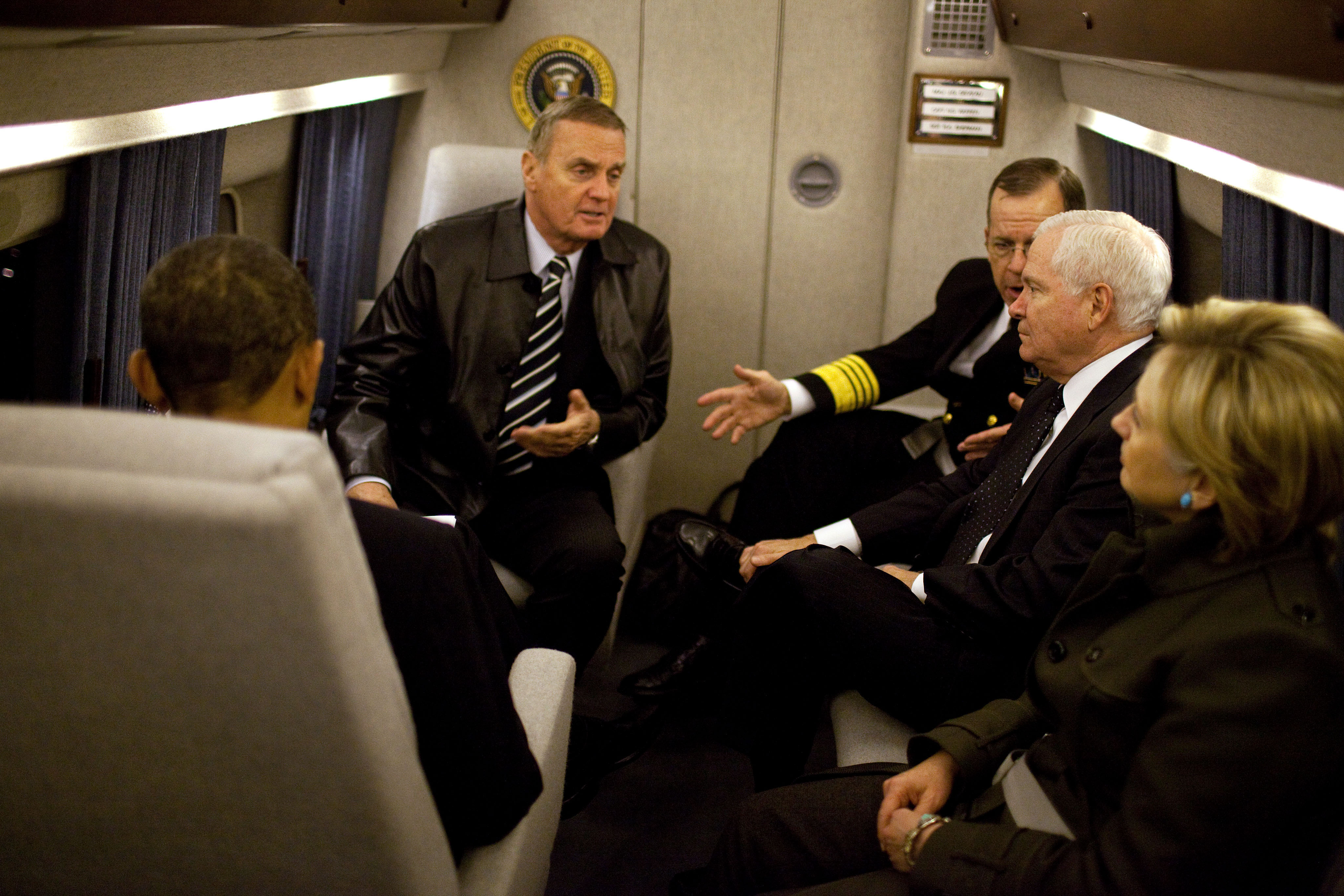
Intérieur de Marine One, vue vers l'avant avec le président Obama (de dos), James L. Jones conseiller à la sécurité assis en face de lui et Michael Mullen, chef d'état-major, Robert Gates et Hillary Clinton.

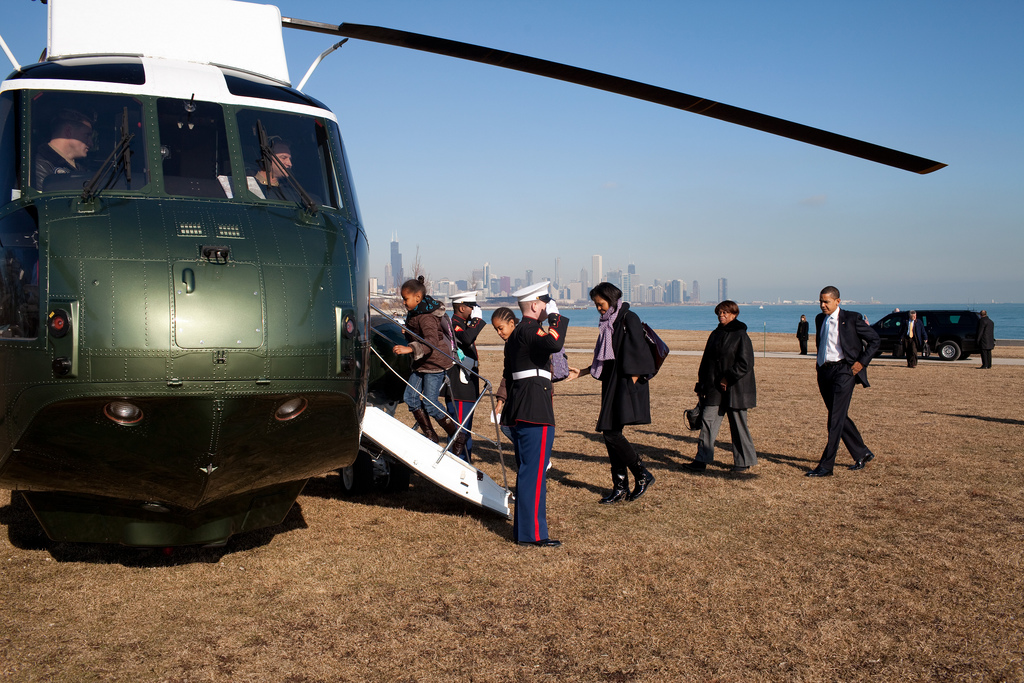
Le président Obama et sa famille embarquant dans Marine One après un week-end à Chicago.

Marine One est quelquefois préféré à une escorte automobile, qui peut être chère et logistiquement compliquée. L'environnement contrôlé d'un hélicoptère aide aussi grandement à la sécurité. L'escadron assure une disponibilité de transport pour le président 7 jours sur 7, 24 h sur 24.
Plus de 800 Marines travaillent pour les opérations de la Marine One fleet, qui est basée à Quantico en Virginie, non loin de Washington DC, mais qui est plus souvent vue en action sur la pelouse Sud de la Maison-Blanche ou à la base aérienne d'Andrews dans le Maryland à 15 km de Washington et a très souvent un détachement en alerte sur la base d'Anacostia dans la ville de Washington. À Andrews, elle assure en général la liaison avec Air Force One, l'avion présidentiel qui prend en charge le président pour les longs trajets. Quel que soit le vol du Marine One, il y a toujours au moins un Marine en grand uniforme au sol pour accueillir le président (le plus souvent deux, l'un servant de garde armé). Dans ses derniers jours comme président, alors qu'il atterrissait dans une zone lointaine, près du Grand Canyon, Bill Clinton trouva un Marine attendant sur un rocher, prêt à le saluer.
Par mesure de sécurité, Marine One vole toujours en groupe avec d'autres hélicoptères identiques, quelquefois jusqu'à cinq. Un hélicoptère transporte le président, tandis que les autres servent de leurre pour un éventuel tireur au sol et transportent des membres du Secret Service et souvent des journalistes. Lors du décollage, ces hélicoptères commencent à se décaler en formation (quelquefois surnommé le « bonneteau présidentiel ») pour garder la localisation du président inconnue donc plus sûre. Marine One est équipé de contremesures anti-missile comme des leurres pour contrer les missiles à détection de chaleur et les paillettes pour contrer les missiles guidés par radar. Pour augmenter la sécurité de Marine One, chaque membre du HMX-1 doit passer un Yankee White (en), une enquête poussée sur sa personne, avant de pouvoir s'approcher de n'importe quel hélicoptère utilisé pour le transport présidentiel.
Un ou plusieurs Marine One sont présents si nécessaire lorsque le président voyage aux États-Unis ou à l'étranger. Ils sont alors convoyés, comme la limousine présidentielle (qui elle l'est systématiquement), à bord d'un des avions de transport militaire qui précèdent Air Force One. Si le président est amené à faire plusieurs déplacements en quelques jours au travers des États-Unis ou à l'étranger, cela peut donc impliquer de prépositionner à l'avance plusieurs hélicoptères près ou sur les différents aéroports où se posera Air Force One. Cela justifie le nombre élevé d'hélicoptères qu'entretient l'escadron HMX-1 : la flotte en 2008 comprend 19 aéronefs – 11 Sikorsky VH-3D Sea King et 8 VH-60N Black Hawks –, le plus vieux ayant transporté des présidents depuis 33 ans.
À ce jour (février 2009), Marine One a volé dans plus de 32 pays étrangers.

## Remplacement

### Programme avorté du VH-71 Kestrel
Les hélicoptères actuels ont des fuselages vieillissants. Des VH-3D remplacèrent certains VH-3A en 1978, et le reste des VH-3A fut remplacé par des VH-60N à partir de 1989. À cause de l'âge des VH-3D et dans le contexte suivant les attentats du 11 septembre 2001, il fut décidé en 2002 de leur remplacement pour pouvoir disposer d'un hélicoptère plus sûr et plus puissant.
Le nouvel hélicoptère choisi fut un dérivé de l'AgustaWestland EH101, hélicoptère anglo-italien, mais construit par Lockheed Martin sous la licence US 101, avec pour désignation militaire « VH-71 Kestrel ». Bien que Lockheed Martin ne fabrique pas d'hélicoptères, il avait été préféré au constructeur historique Sikorsky car son association avec un constructeur européen lui permettait de proposer un modèle à trois moteurs, ce qui était apparu à l'US Navy comme une base nécessaire pour répondre aux nouvelles spécifications du futur hélicoptère.
Initialement, le début de capacité opérationnelle de ce nouvel hélicoptère était prévu en 2008 avec une pleine capacité opérationnelle de l'ensemble de la flotte au plus tard en 2014.
Le programme prit du retard, les premiers hélicoptères opérationnels n'étant pas attendus avant 2010 mais surtout son coût avait doublé. Estimé à 6,1 milliards de dollars américains quand le contrat fut signé en 2005, il était estimé en mars 2008, pour la flotte des 28 nouveaux hélicoptères, à 11,2 milliards de dollars soit 400 millions de dollars par appareil. C'est, en tenant compte de l'inflation, plus par hélicoptère que le montant payé pour chacun des deux Boeing 747 VC-25A qui servent comme avion présidentiel.
Selon Jacques S. Gansler, un ancien sous-secrétaire à la Défense chargé des achats, à qui le département américain de la Défense demanda une expertise du projet, ce retard était du en grande partie au fait qu'initialement l'hélicoptère présidentiel devait être dérivé d'un hélicoptère existant mais que les spécifications demandées étaient telles que le projet a dérivé vers la conception d'un nouvel hélicoptère.
Les spécifications techniques du futur appareil restent largement secrètes mais certaines données sont devenues publiques. Il devait mesurer un peu plus de 18 mètres de long, pouvait embarquer 14 passagers et plusieurs milliers de kilos d'équipement supplémentaire. Il devait pouvoir avoir un plus grand rayon d'action que le modèle actuel (passant de 100  à   350 miles). Il devait être capable de tromper les systèmes de détection, repousser ou éviter les missiles et résister à certains effets électromagnétiques d'une explosion nucléaire.
Ce qui a été défini comme un « bureau ovale dans le ciel » devait être équipé de systèmes de réduction de vibrations et de bruit. Il disposait de communications et d'un système de vidéo-conférence crypté permettant au président de joindre immédiatement ses conseillers, les responsables militaires ou les dirigeants étrangers. Même si habituellement le président passe relativement peu de temps à bord des hélicoptères présidentiels, il devait pouvoir en cas de crise, y parcourir de plus longues distances et pouvoir y être renseigné et donner ses ordres comme dans le bureau ovale, jusqu'à celui de la frappe nucléaire.
Pour pouvoir disposer plus rapidement des hélicoptères, la Maison-Blanche aurait supprimé certaines spécifications demandées pour les cinq premiers modèles à être livrés en 2010. Les 23 suivants, plus sophistiqués, n'étant alors pas attendus avant au mieux 2015. Devant cette dérive des coûts et des délais, le département de la Défense a arrêté le programme à la fin de 2008 pour les hélicoptères suivants en attente d'une décision du nouveau président. À la suite de la controverse naissante en période de récession économique, le président Barack Obama annonça en février 2009 qu'il avait donné instruction au secrétaire à la Défense Robert Gates de faire un point sur la situation.
Le 6 avril 2009, Gates annonça la fin du financement du VH-71 alors que ce programme avait déjà couté 3 milliards de dollars américains.
Les neuf appareils en cours de construction et leurs pièces détachées ont finalement été rachetés par les Forces canadiennes pour servir de rechange à sa flotte de quatorze CH-149 Cormorant pour 164 millions de dollars.

### Sikorsky VH-92
Dans le cadre du programme VXX (Presidential Helicopter Replacement Program), l'United States Navy a choisi le VH-92 du constructeur Sikorsky. L'appareil est un dérivé du Sikorsky S-92. 21 hélicoptères Sikorsky VH-92 Patriot (en) sont livrés entre 2019 et aout 2024, avec une première livraison de six VH-92 et de deux simulateurs d'ici 2020, les premiers exemplaires sont testés fin 2018.
Le vol inaugural du VH-92 en tant que Marine One a lieu le 19 aout 2024 lorsqu'il transporte Joe Biden de l'aéroport international O'Hare de Chicago a Soldier Field pour la convention nationale du parti démocrate de 2024.
En janvier 2025, il remplace les VH-3D Sea King et VH-60N White Hawk en tant que Marine One.

### Source
- (en) « Order 7110.65T (Air Traffic Control) », Federal Aviation Administration, 11 février 2010 (consulté le 28 août 2011)